# Bethlehem Steel
Bethlehem Steel Corporation fue una empresa de Estados Unidos que llegó a convertirse en el segundo mayor productor de acero y el mayor constructor naval del país. Bethlehem Steel y su filial, Bethlehem Shipbuilding Corporation, fueron dos de los símbolos más representativos del poder y liderazgo estadounidense en la manufactura y el sector industrial a nivel mundial. La desaparición de la empresa es a menudo citada como uno de los ejemplos más significativos de los cambios en la economía de Estados Unidos y mundial en las últimas y primeras décadas de los siglos XX y XXI respectivamente, en las que se ha impuesto la deslocalización industrial, en el marco de la globalización y la incapacidad de muchas empresas y sectores de competir con mano de obra barata y generar beneficios a corto plazo.
Después de un descenso en la industria del acero estadounidense y otra serie de problemas internos, la empresa se declaró en quiebra en 2001 y finalmente fue disuelta en 2003 con la venta de sus activos a International Steel Group. Actualmente sus activos son parte de Arcelor Mittal.

## Historia

### Fundación

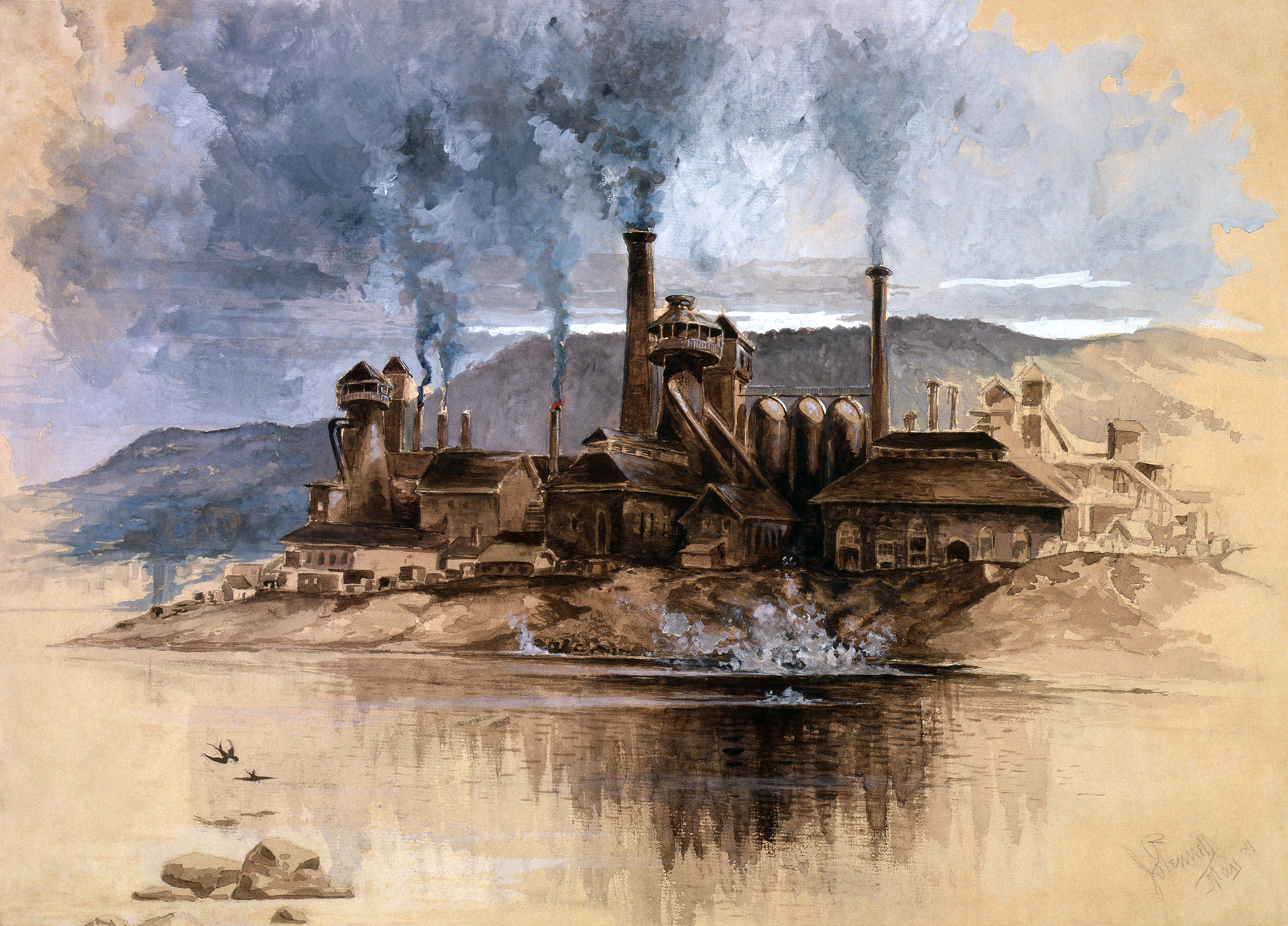
Bethlehem Steel Works, acuarela de Joseph Pennell de mayo de 1861

Las raíces de la compañía se remontan a 1857, cuando la llamada Saucona Iron Company fue organizada bajo el liderazgo de Augustus Wolle. El Pánico de 1857 y una posterior crisis financiera en el país impidió una mayor expansión de la sociedad en sus primeros años. Finalmente la organización logró una estructura estable al trasladarse al sur de la ciudad de Bethlehem, en el estado de Pensilvania, cambiando su nombre a Bethlehem Rolling Mill and Iron Company. El 14 de junio de 1860, el consejo de administración eligió a Alfred Hunt como presidente. El 1 de mayo de 1861, el nombre de la compañía fue cambiado de nuevo, esta vez a Bethlehem Iron Company. La construcción del primer alto horno comenzó el 1 de julio de 1861 y entró en funcionamiento el 4 de enero de 1863. Entre la primavera de 1861 y el verano de 1863 se tendieron las primeras vías de ferrocarril hasta la fábrica, comenzando sus operaciones el 26 de septiembre. Un nuevo taller de mecánica y otro alto horno fueron instalados en 1865 y 1867 respectivamente. Así, durante sus primeros años la compañía se dedicó a la construcción de rieles para los ferrocarriles, que atravesaban un periodo de rápida expansión y materiales blindados para la Marina de los Estados Unidos.

### Década de 1890
Aunque la compañía siguió prosperando durante la década de 1880, su cuota de mercado en el negocio del ferrocarril se fue reduciendo en favor de la competencia de empresas de rápido crecimiento ubicadas en muchos casos en Pittsburgh, como Carnegie Steel Company.

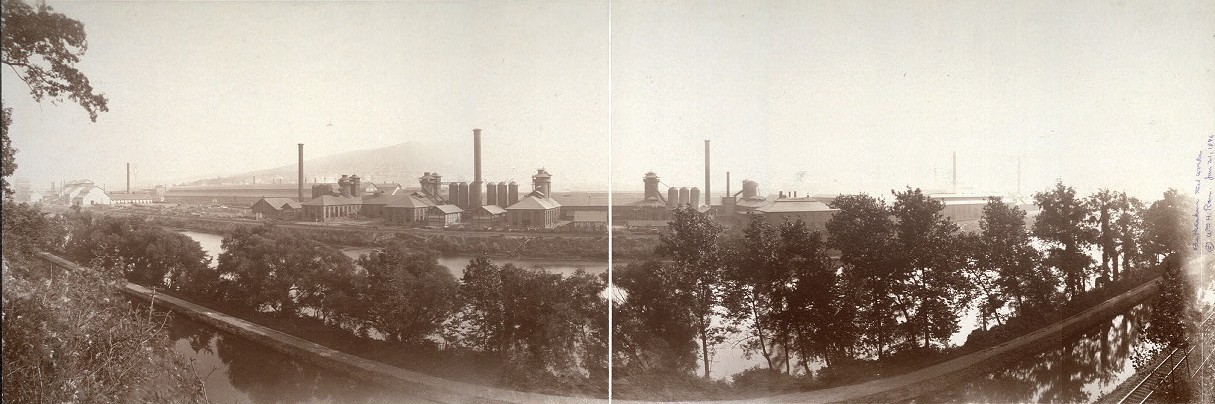
Planta de Bethlehem Steel fotografiada en 1896 por William H. Rau

La decisión del gobierno de reconstruir la Marina dotándola de buques de guerra impulsados a vapor y con casco de acero, marcaría el rumbo de la compañía.
A pesar de que la marina de la Unión había sido una de las más fuertes y modernas del mundo antes y durante la guerra civil estadounidense, tras el conflicto se redujo drásticamente, pues la financiación y los materiales requeridos se emplearon en la reconstrucción de las zonas del centro y el sur devastadas por la guerra. En 1881, una serie de incidentes internacionales hicieron aflorar el deplorable estado en que se encontraba la flota de Estados Unidos y la necesidad de reconstruirla.
En 1883 se le encargó al teniente William Jaques la búsqueda de proveedores para el rearme de la Armada. Jaques realizó varias giras por Europa en busca de fabricantes de armamento interesados. En este viaje entabló lazos con la empresa inglesa de Joseph Whitworth. En este momento y ante la inminencia de que la Armada anunciara numerosos contratos para la producción de armamento, el teniente Jaques se puso en contacto con Bethlehem para servir de intermediario entre él y Whitworth, pudiendo Bethlehem construir una planta de forja para producir munición y explosivos.

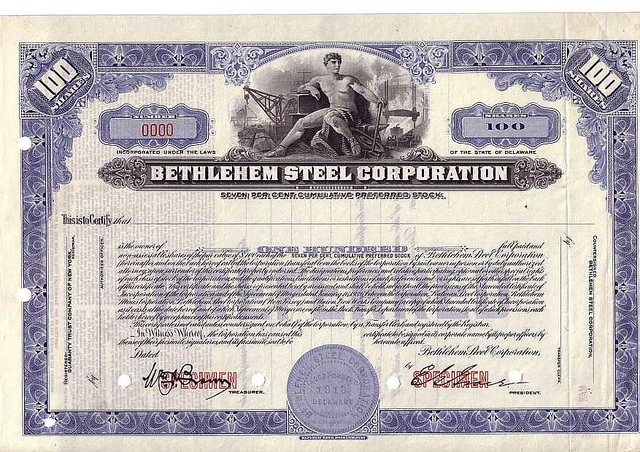
Certificado emitido por la compañía en 1936

En 1885, John Fritz, acompañado por los directores de Bethlehem Iron Company: Robert H. Sayre, E.P. Wilbur, William Thurston y Joseph Wharton se reunieron con Jaques en Filadelfia. A principios de 1886 ya se había cerrado el trato entre Bethlehem y Whitworth.
En la primavera de 1886 el Congreso de los Estados Unidos aprobó una ley para la construcción de dos acorazados blindados, un crucero, un torpedero y la restauración de otros buques de la época de la Guerra Civil. Los dos acorazados (el USS Texas y el USS Maine) tendrían dos cañones principales de gran calibre y blindaje pesado. A Bethlehem Iron se le adjudicó la construcción de los cañones y las planchas de blindaje el 28 de junio de 1887.
Entre 1888 y 1892, Bethlehem Iron Company completó la primera planta de gran forja de EE.UU, diseñada por John Fritz con la ayuda de Russell Wheeler Davenport, empleado de la compañía desde 1888. En otoño de 1890 se entregaron los pedidos a la Armada.
Con motivo de la Exposición Mundial Colombina de Chicago de 1893, forjó la pieza de hierro fundido más grande producida hasta entonces.
En 1898, Frederick Taylor se unió a Bethlehem Steel como consultor de gestión. La aplicación de nuevos procedimientos de producción y organización establecidos por Taylor sentarían los principios de la producción en masa en la compañía más tarde extendidos.
En 1899 será cuando la empresa tome el nombre que conservaría hasta su desaparición, Bethlehem Steel Company. En 1904 Charles M. Schwab y Joseph Wharton se convertirían en presidente de la compañía y presidente del consejo de administración.

### Principios delsigloXX
A partir del siglo XX, Bethlehem Steel Corporation ascendió de manera fulminante y adquirió un gran protagonismo dentro de la industria estadounidense gracias a un revolucionario proceso de laminación (grey rolling mill) que permitía la producción de nuevas formas estructurales de ala ancha. Estos nuevos procesos permitieron la construcción de edificios de mayor altura que dio paso a la era de la construcción de numerosos rascacielos en Estados Unidos, de los que Bethlehem Steel se convirtió en su principal proveedor de acero a nivel nacional.
A partir de 1900 la empresa empezó a diversificar sus operaciones con la apertura de minas de hierro en Cuba y astilleros por todo Estados Unidos. En 1913 adquirió los astilleros de Fore River Shipbuilding Company en Quincy, Massachusetts, convirtiéndose en uno de los principales constructores de barcos del mundo. En 1917 la división de astilleros de la compañía pasaría a llamarse Bethlehem Shipbuilding Corporation. En 1922 la sociedad daría un paso más allá en el negocio del acero con la compra de la Lackawanna Steel Company, que incluía, además de un gran complejo metalúrgico, líneas de ferrocarril y numerosas explotaciones de carbón.

### Décadas de 1930 y 1940
En la década de 1930, la empresa fabricó importantes secciones de acero y otras piezas para el Golden Gate; también construyó una nueva refinería de petróleo en la ciudad de La Plata, durante el año 1925, en Argentina, a petición de Yacimientos Petrolíferos Fiscales (YPF), que se colocaría como la décima planta de mayor capacidad del mundo.
Durante la Primera y la Segunda Guerra Mundial, la compañía fue un importante proveedor de armamento para el Ejército de Estados Unidos, con la producción de innumerables placas blindadas y artillería de gran calibre tanto para el ejército terrestre como para la marina estadounidense. Durante la Segunda Guerra Mundial, casi un 70% del forjado de los aviones, el 25% de las placas blindadas de los buques de guerra y un tercio de las grandes piezas forjadas, como cañones, fueron producidas por Bethlehem Steel.
Bethlehem ocupó el puesto durante la guerra de séptimo mayor contratista del gobierno estadounidense. Su división portuaria, Bethlehem Shipbuilding Corporation, construiría durante la guerra un total de 1121 buques en sus 15 astilleros, lo que supone un 20% del total de naves construidas. En este gran despliegue de medios participaron un total de 300 000 empleados, de las cuales 180 000 trabajaban en los astilleros. Eugene Grace orquestó este esfuerzo de guerra. En 1943 la promesa del presidente Franklin Roosevelt de botar un barco por día fue superado con creces, cuando la cifra alcanzó las 15 unidades diarias.

### Décadas de 1950 y 1960

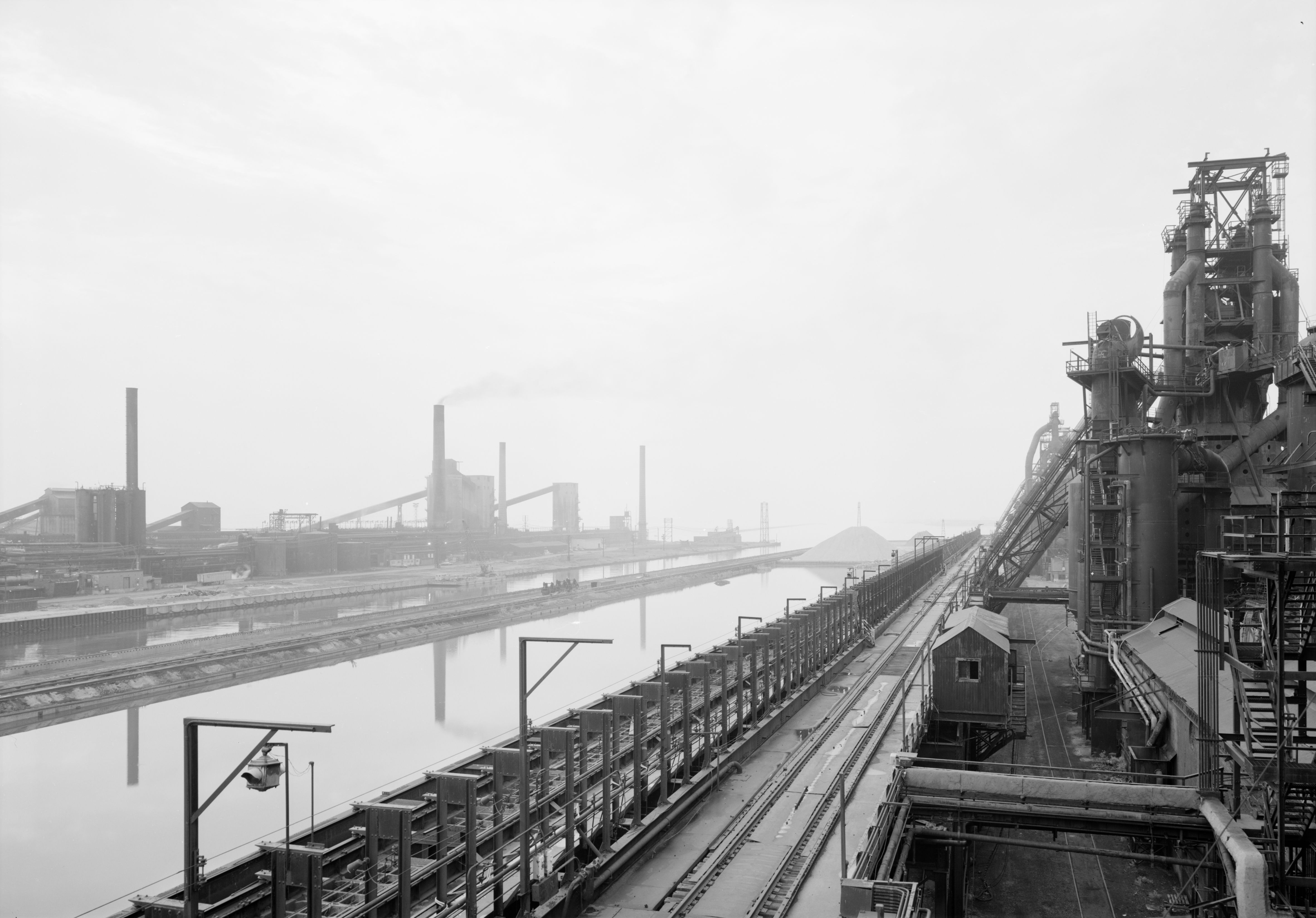
Planta de Lackawanna, Nueva York en la década de 1960

Tras el final de la Segunda Guerra Mundial y la Guerra de Corea la planta continuó suministrando una amplia variedad de estructuras para construcciones, productos para defensa, generación de energía y derivados del acero.

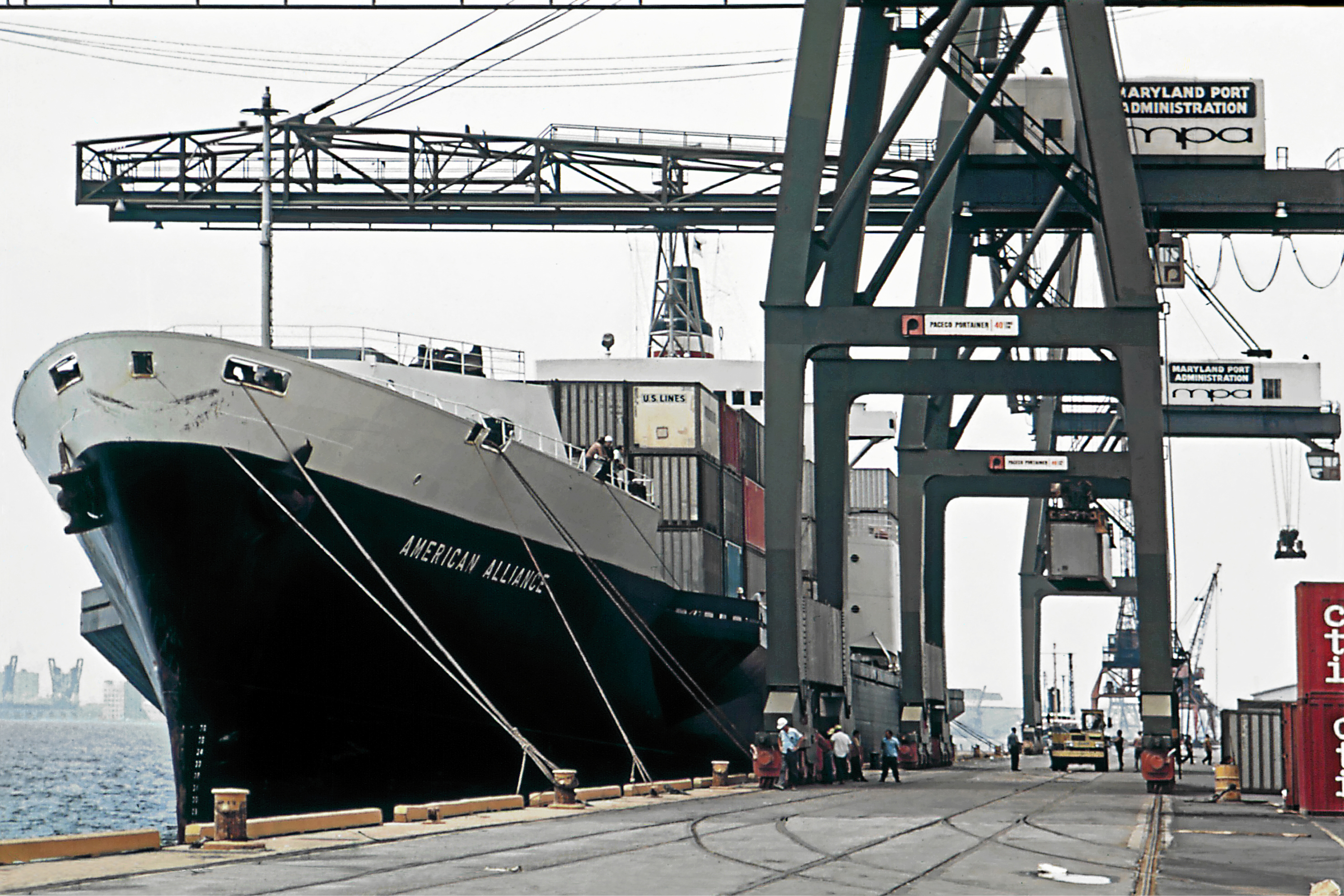
Trabajadores de Bethlehem en el astillero de Sparrows Point

Entre 1949 y 1952 el gobierno federal de los Estados Unidos dio a Bethlehem Steel el contrato para laminar en su fábrica de Lackawanna las barras de combustible de uranio para los reactores nucleares estadounidenses. Los trabajadores no fueron nunca conscientes del peligro de trabajar con esos peligrosos materiales y nunca contaron con un adecuado equipo de protección. Algunos trabajadores intentaron que se les concediera una indemnización en virtud de una ley del año 2000, que disponía que en caso de que en un trabajador desarrollara cáncer a lo largo de su vida por haber trabajado expuesto a radiación sin la suficiente protección, el Departamento de Trabajo debería indemnizarle con 150 000 dólares. Pero ningún trabajador de la compañía fue indemnizado al comprobarse que la dosis de radiación recibida había sido de baja intensidad, no teniendo el suficiente peligro como para aplicar la ley dispuesta. También se alegó que la intoxicación química por procesamiento de uranio, un metal pesado, no producía cáncer.
La industria del acero en Estados Unidos prosperó durante y después de la Segunda Guerra Mundial, mientras otros países productores de acero como Alemania y Japón descendían bruscamente por los bombardeos aliados durante la guerra, que habían devastado en gran medida su infraestructura industrial. El pico de producción de acero por parte de Bethlehem Steel se produjo a mediados de la década de 1950, cuando la compañía fabricaba unas 23 millones de toneladas por año, lo que suponía un 25% de la producción de acero de todo Estados Unidos, en aquella época el mayor productor mundial. En 1958, el presidente de la compañía, Arthur B. Homer, fue el ejecutivo mejor pagado de Estados Unidos.
Entre 1962 y 1964, la firma construiría en Burns Harbor, Indiana, una nueva planta industrial de gran capacidad.

### Décadas de 1970 y 1990

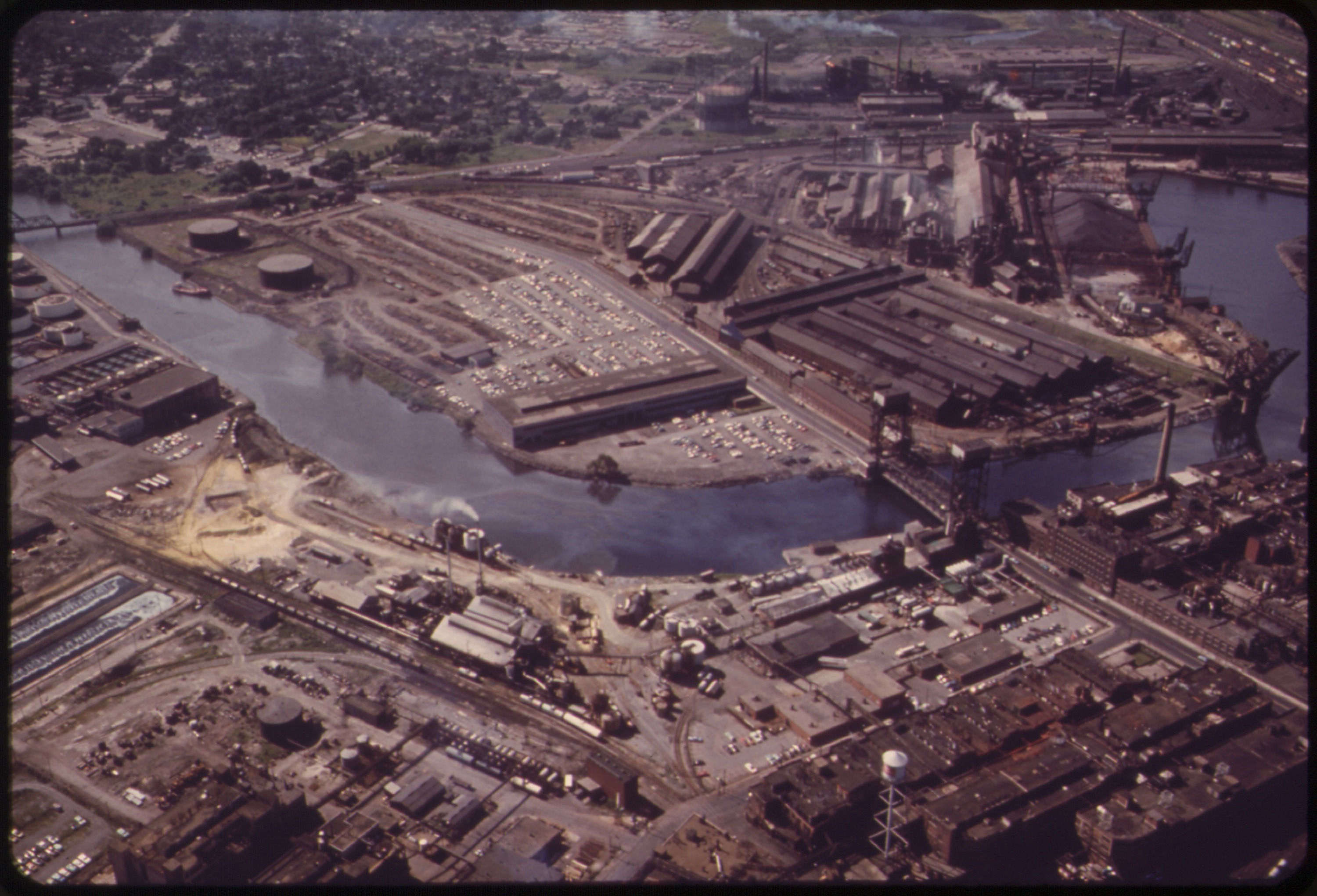
Complejo metalúrgico de la compañía en Lackawanna en el lago Erie, al sur de Buffalo, 1973

La ventaja de Estados Unidos en la industria del acero duraría dos décadas más, durante las cuales las empresas del acero estadounidenses operarían con una escasa competencia extranjera. Pero con el tiempo, las empresas extranjeras desarrollaron nuevas técnicas de producción, mientras que las empresas rentables en Estados Unidos se resistieron por lo general a implementar cualquier plan de modernización. A su vez, los trabajadores metalúrgicos estadounidenses recibieron aumentos de salario. Pero ya desde la década de 1970 el acero extranjero de importación era más barato que el acero nacional.
En 1982 Bethlehem sufrió unas pérdidas de 1500 millones de dólares, cerrando numerosas instalaciones y líneas de operaciones. La rentabilidad regresaría brevemente en 1988 pero la reestructuración interna y los cierres continuaron hasta la década de 1990.
A mediados de la década de 1980, la demanda de productos metalúrgicos empezó a disminuir y la competencia extranjera se fue abriendo paso en el mercado estadounidense. La tendencia a construir edificios de menor altura durante esa década, también influyó en las actividades de la planta de Bethlehem.
En 1991, Bethlehem Steel anunció el cierre de sus minas de carbón, operadas bajo el nombre de BethEnergy. A finales de 1995 la empresa cesó la producción de acero en su planta de Bethlehem (Pensilvania) tras más de 140 años de operaciones en la ciudad. Bethlehem Steel también salió del sector de los ferrocarriles en 1993 y en 1997 del de la construcción naval, en un intento de preservar sus operaciones en la fabricación de acero.

### Quiebra y desaparición

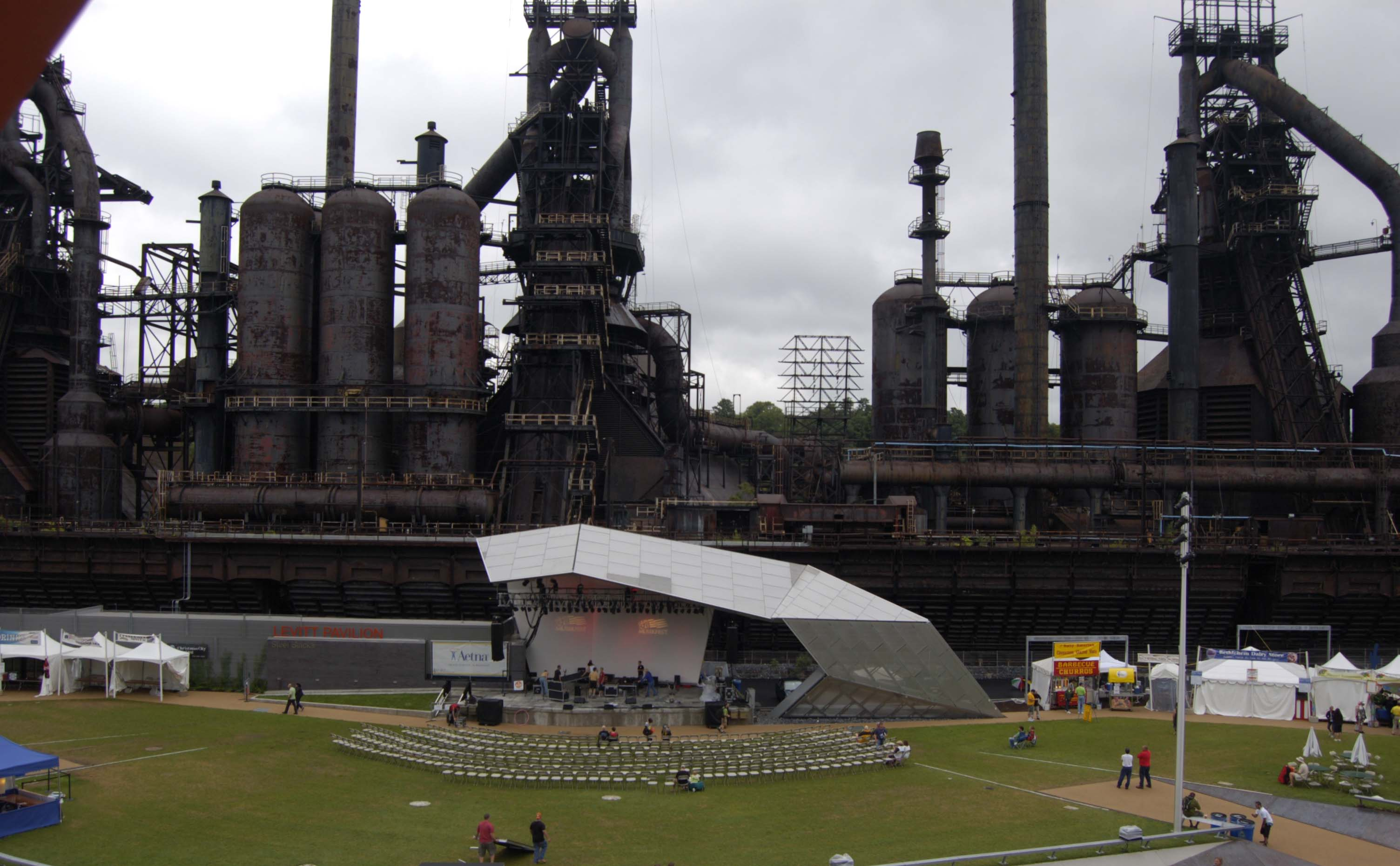
La Levitt Pavilion en SteelStacks; de fondo, antiguos altos hornos conservados de Bethlehem Steel, 2011

A pesar del cierre de sus operaciones locales, Bethlehem Steel trató de reducir el impacto en el área de Lehigh Valley, con planes para revitalizar la zona sur de Bethlehem. Se contrató a consultores para desarrollar planes sobre la reutilización de la propiedad. Después de alcanzado el consenso se decidió reutilizar los 660 000 m² de terreno (163 acres) donde antes se erigían las fábricas para actividades culturales, recreativas, educativas y comerciales. En colaboración con el Smithsonian se construyó el Museo Nacional de Historia Industrial (National Museum of Industrial History), además de construirse un gran centro comercial y de entretenimiento y un casino.
Las importaciones de acero de bajo costo y la falta de gestión para innovar tecnológicamente y mejorar las condiciones de trabajo de los empleados contribuyeron a la desaparición de Bethlehem Steel. Los críticos de las políticas proteccionistas atribuyeron su quiebra a la falta de competitividad de los productos del metal estadounidenses, que habían tendido a protegerse de la competencia extranjera con ayuda del gobierno estadounidense a través de cuotas, aduanas, restricciones voluntarias de exportación, fijación de precios mínimos y otras medidas antidumping. Todas estas medidas habían estado en vigor durante las tres décadas anteriores a su cierre.
En 2001 finalmente, Bethlehem Steel se declaró en quiebra. En 2003 los activos de la compañía, que incluían seis grandes complejos industriales, fueron adquiridos por International Steel Group. En 2007 las propiedades que la empresa aún conservaba en la ciudad de Bethlehem fueron comprados por Bethlehem Bethworks Sands, donde se empezó la construcción de un casino que estuvo terminado en 2009. Irónicamente, las obras para la construcción del casino sufrieron retrasos por la escasez de acero en el mercado mundial. Se necesitaron 16 000 toneladas de acero y una inversión de 600 millones de dólares para su construcción.
El espacio de la planta original de la compañía en Bethlehem, Pensilvania, lo utiliza SteelStacks, un lugar de actividades de arte y entretenimiento. Cinco altos hornos se mantuvieron en pie en esta zona. El área cuenta con tres salas de concierto al aire libre, incluida una que cuenta con capacidad para 2500 asistentes sobre una gran explanada de césped.

### Astilleros

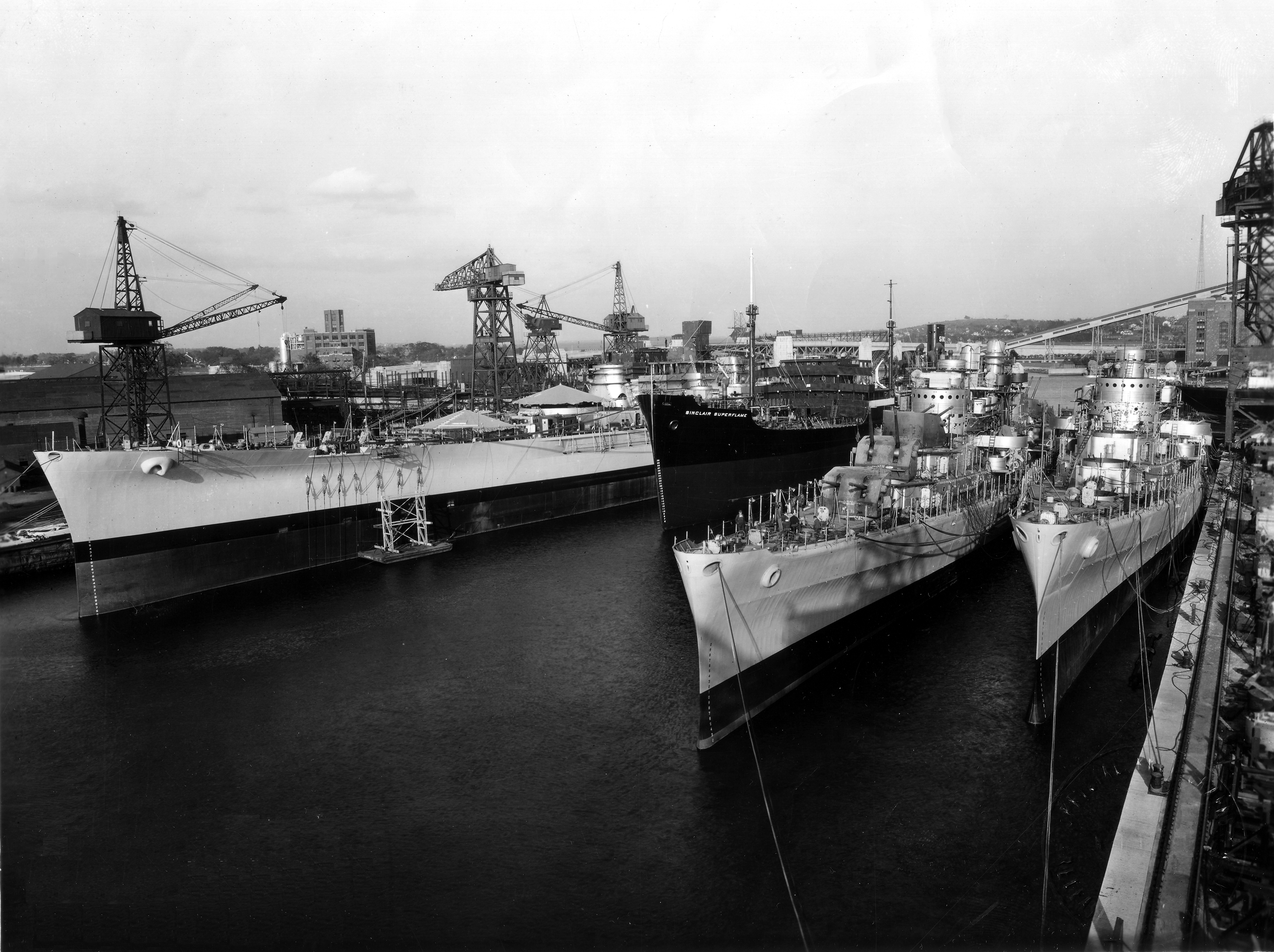
Construcción de los buques USS Massachusetts (BB-59), USS San Diego y USS San Juan (CL-54) en los astilleros Fore River Shipyard en Massachusetts, 1941

La empresa poseía una serie de astilleros que tras su disolución fueron adquiridos por otras empresas o desmantelados. Los astilleros de Bethlehem llegaron a ser los mayores de Estados Unidos y tenían capacidad suficiente como para construir cualquier buque civil o militar.
- Fore River Shipyard, se encontraba en el estado de Massachusetts. En sus instalaciones se construyeron los primeros submarinos estadounidenses y el Thomas W. Lawson, el mayor barco velero de la historia.[17][18]
- Bethlehem Sparrows Point Shipyard, ubicado en Sparrows Point, Maryland. Actualmente es parte de un complejo industrial perteneciente a Barletta Industries.
- Alameda Shipyard, en el estado de California.
- Pier 70, ubicado en la ciudad de San Francisco, California. Antes llamado US Iron Works, fue renombrado a San Francisco Ship Repair tras su adquisición por BAE Systems.

### Ferrocarriles
Entre 1923 y 1991, Bethlehem Steel fue uno de los principales productores mundiales de vagones de carga gracias a la compra de la antigua Midvale Steel and Ordnance Company, cuya división se encontraba en Johnstown, Pensilvania. A pesar de su condición de importante productor de acero, Bethlehem Steel Freight Car Division fue pionera en el uso de aluminio para la construcción de vagones de carga. La planta de Johnstown y toda la división de ferrocarriles fue vendida por Bethlehem Steel en 1991, creándose la Johnstown America Industries.

## Monumentos y lugares emblemáticos en Estados Unidos

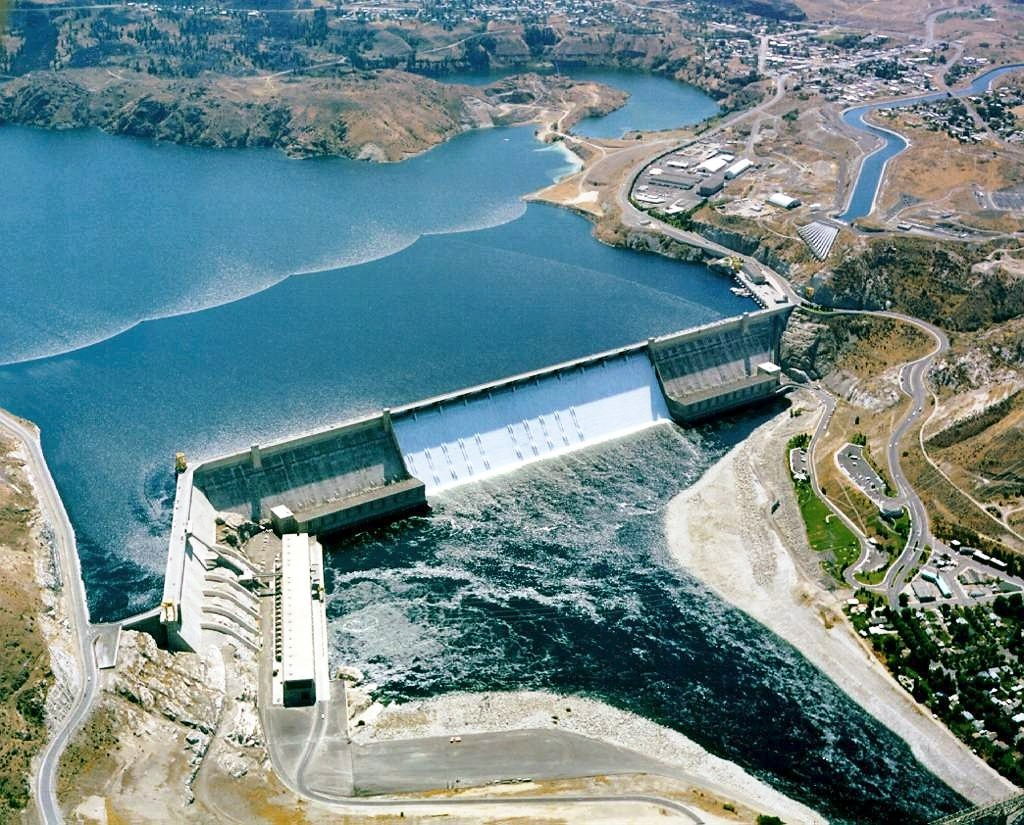
Vista de la presa Grand Coulee

Eugene Grace fue presidente de la empresa entre 1916 y 1945 y presidente de la junta directiva de la compañía desde 1945 hasta su jubilación en 1957. Durante su mandato, Bethlehem Steel produjo y abasteció con acero la construcción de importantes monumentos en Estados Unidos.
- Puentes

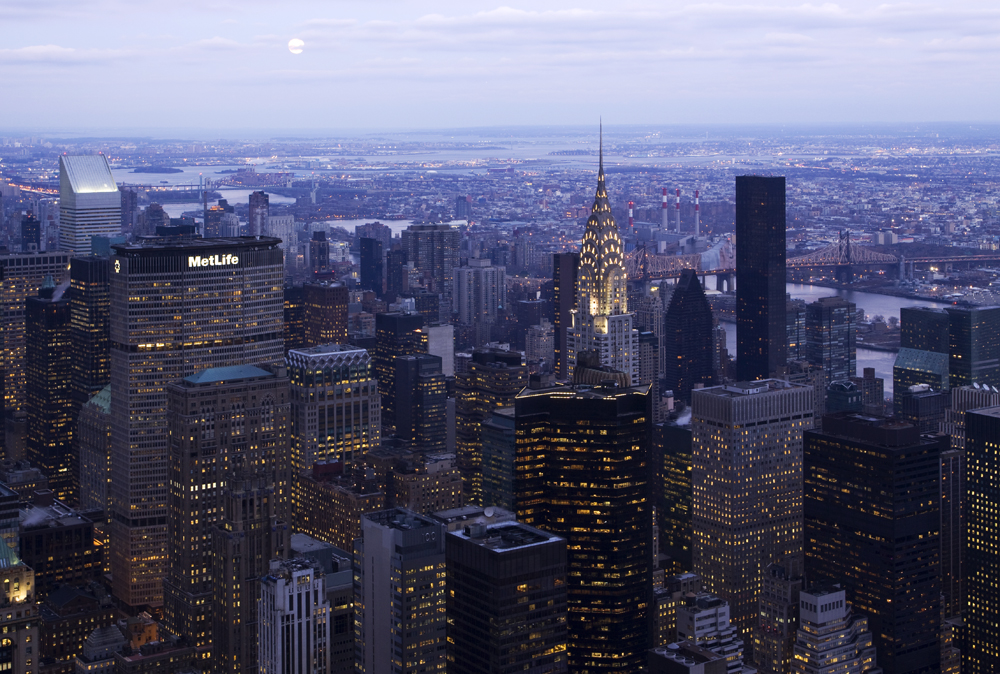
Vista del Edificio Chrysler entre otros edificios de Manhattan

1. Puente George Washington de la ciudad de Nueva York.
2. Puente Golden Gate situado en California.
3. Puente Verrazano-Narrows, también en Nueva York.[19]

- Edificios

1. Edificio Chrysler
2. Edificio Empire State, aportó sólo algunas grandes estructuras.
3. Madison Square Garden
4. Merchandise Mart, Chicago (Illinois).
5. Rockefeller Center
6. One Chase Manhattan Plaza, aportó a su construcción unas 53 000 toneladas de acero.[20]
7. Isla de Alcatraz, ubicada en la bahía de San Francisco.

- Presas

1. Presa Bonneville, ubicada entre Oregón y Washington en el río Columbia.
2. Presa Grand Coulee, situada en el río Columbia, Estado de Washington.
3. Presa Hoover, localizada en el río Colorado, en la frontera entre los estados de Arizona y Nevada.

También aportaría materiales para la construcción del Ferrocarril Municipal de San Francisco.

## Galería de imágenes
Instalaciones de Bethlehem Steel en la década de 1970 (selección)

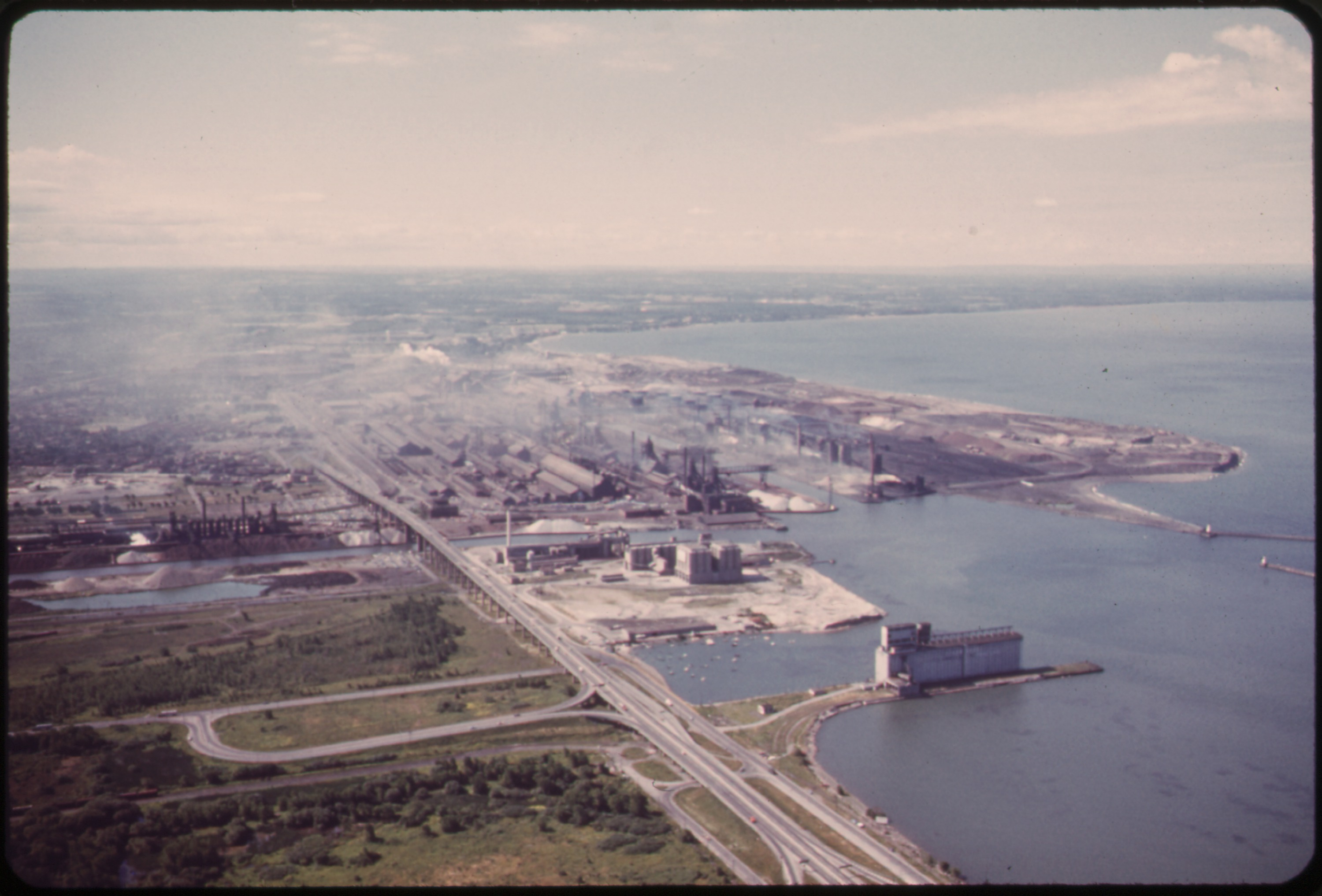
Vista de la planta de Lackawanna, fotografiado por la EPA en 1973
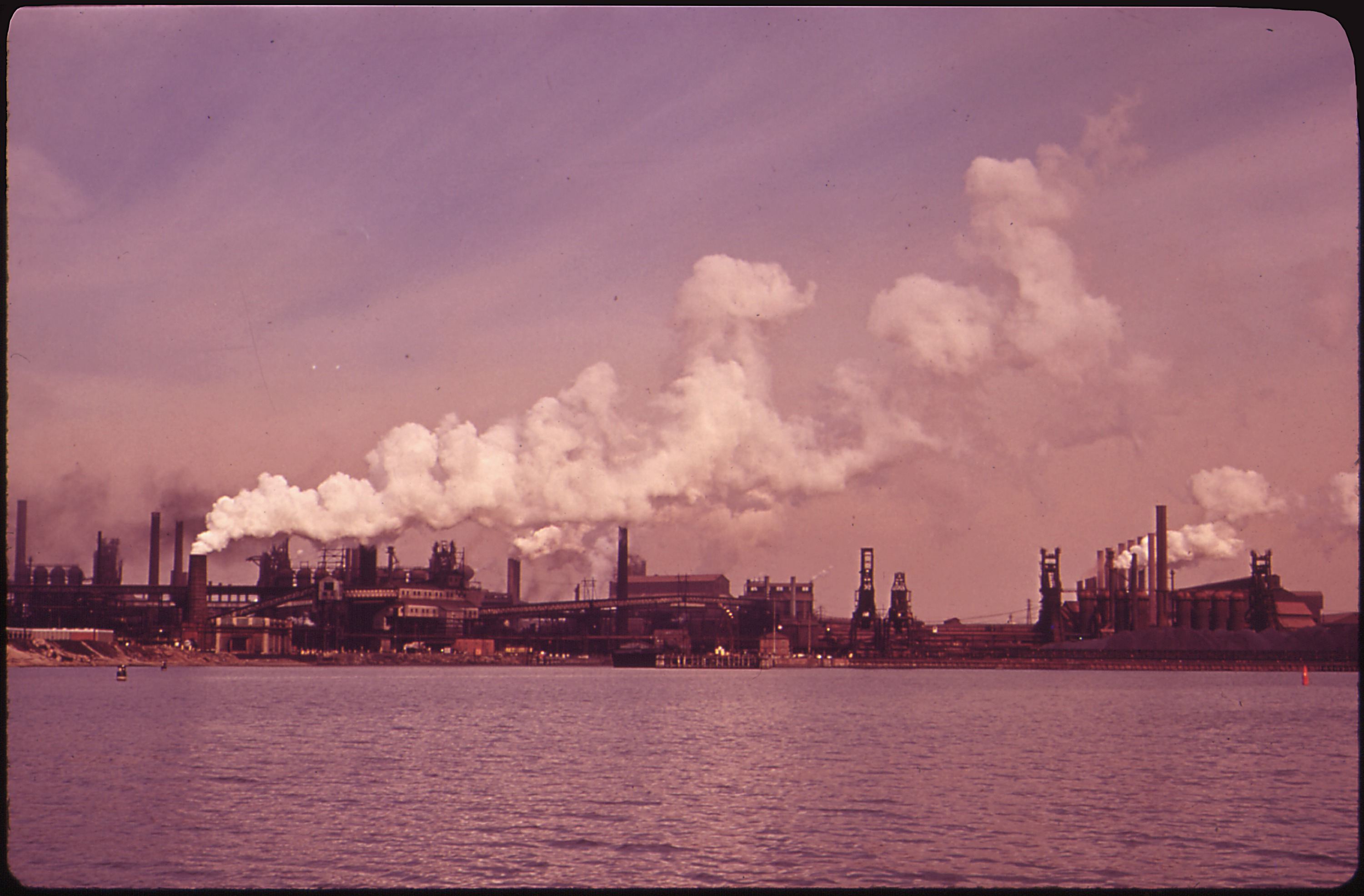
Vista de la planta Sparrows Point, EPA, 1973
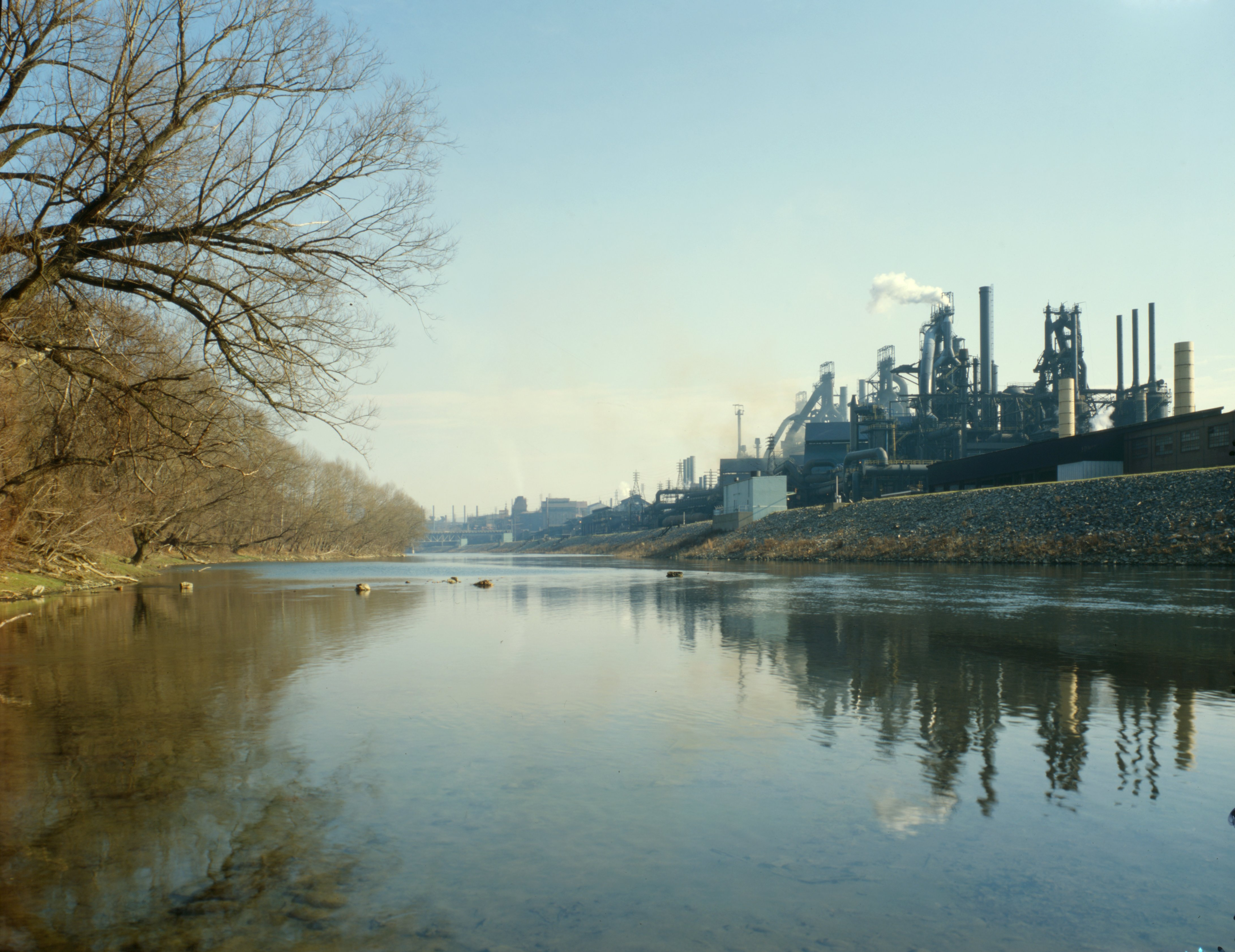
Fábrica de la compañía junto al río Lehigh en Bethlehem, 1979
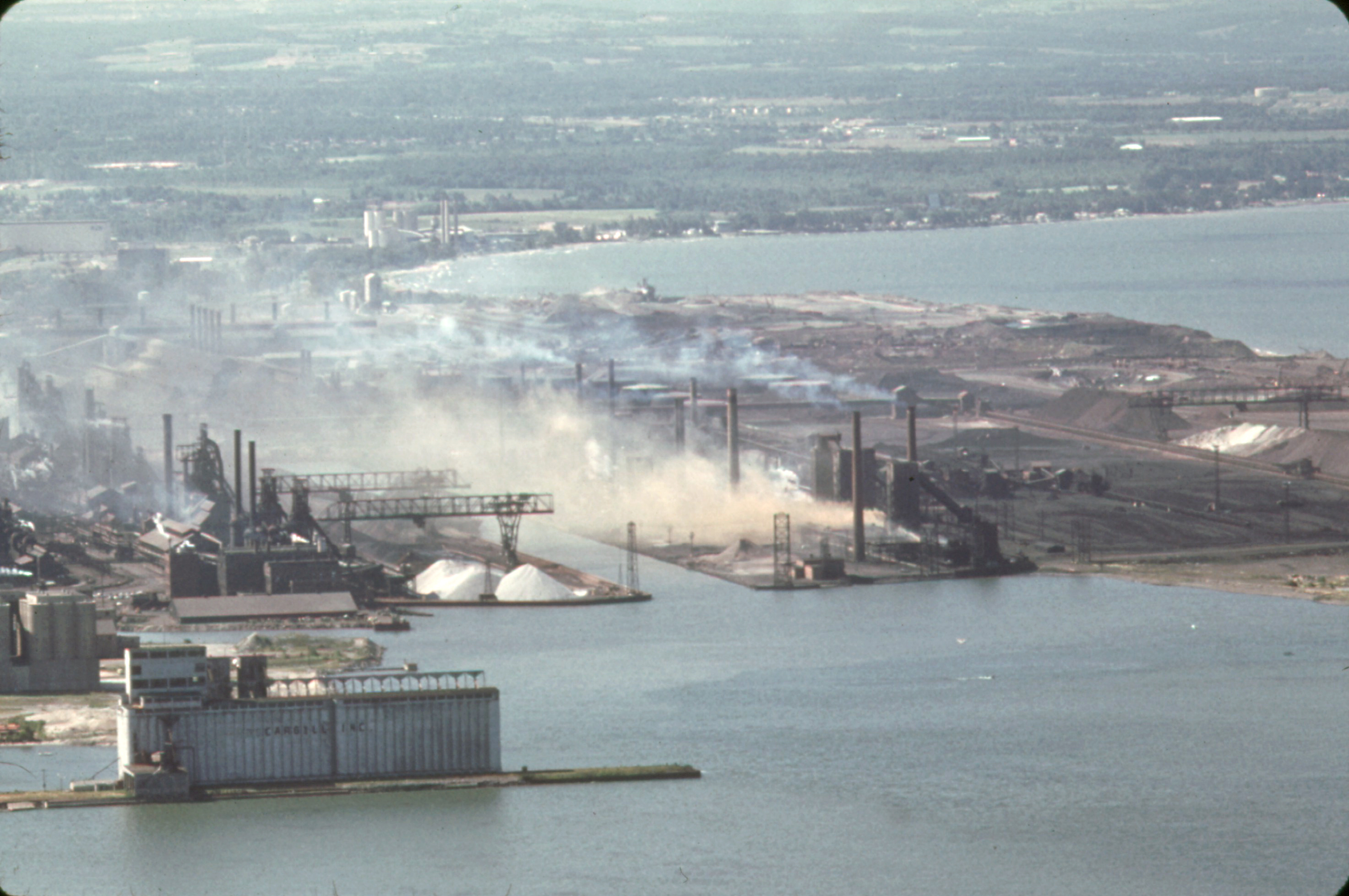
Vista de la planta de Lackawanna, fotografiado por la EPA en 1973
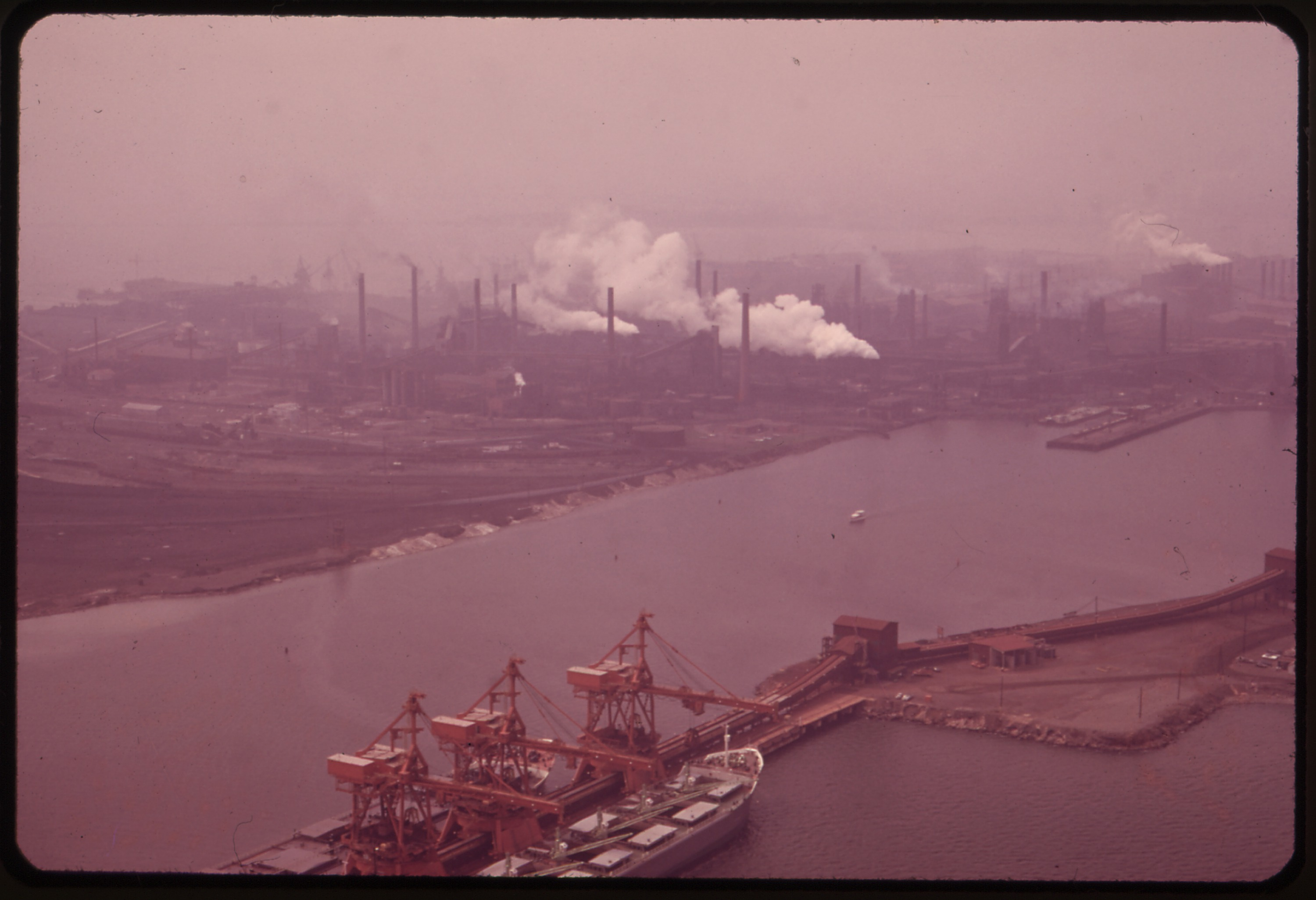
Vista de la planta de Lackawanna, fotografiado por la EPA en 1973

Astilleros de Bethlehem Steel y algunos de los buques construidos (selección)

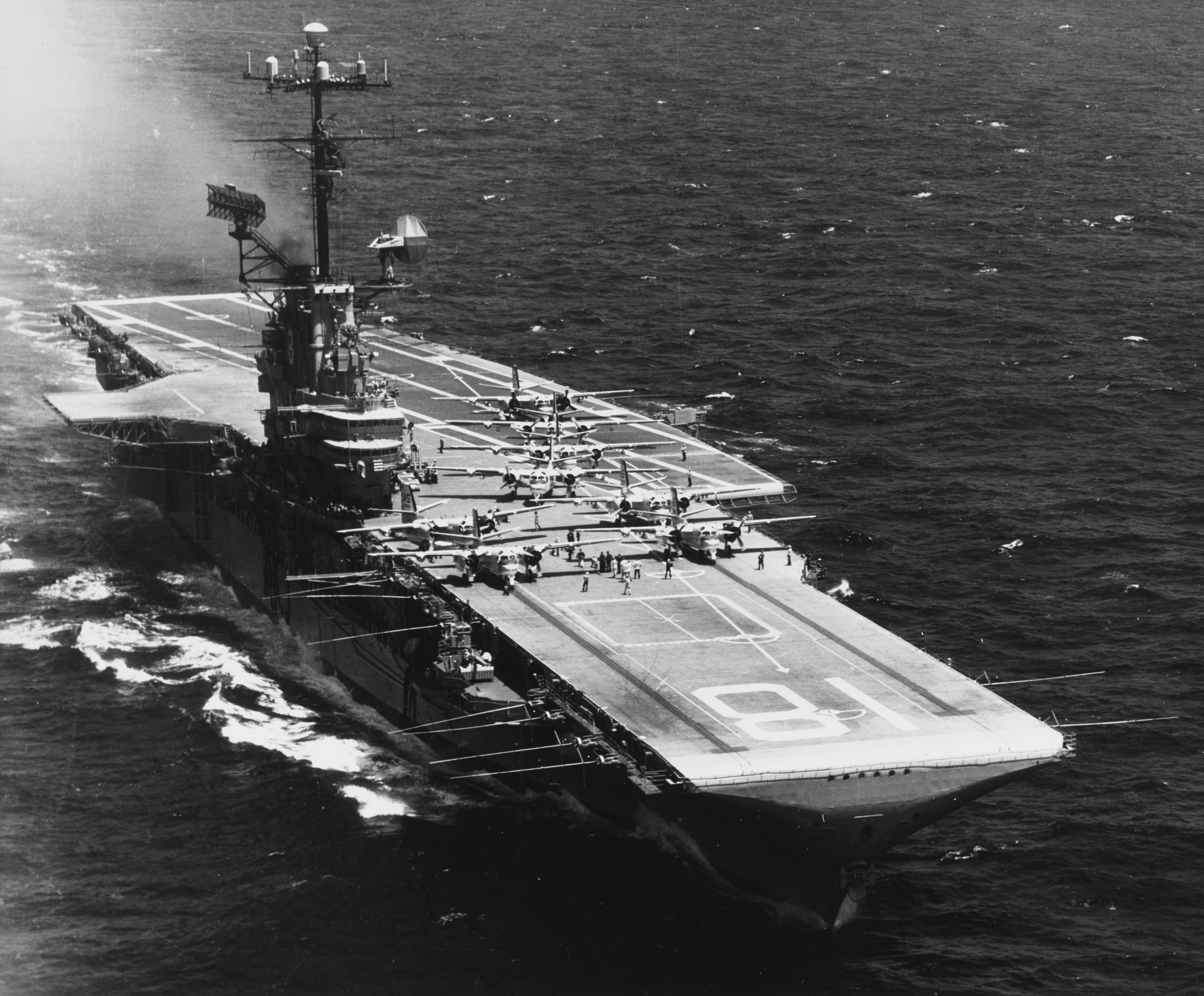
El portaaviones USS Wasp (CV-18) en 1967
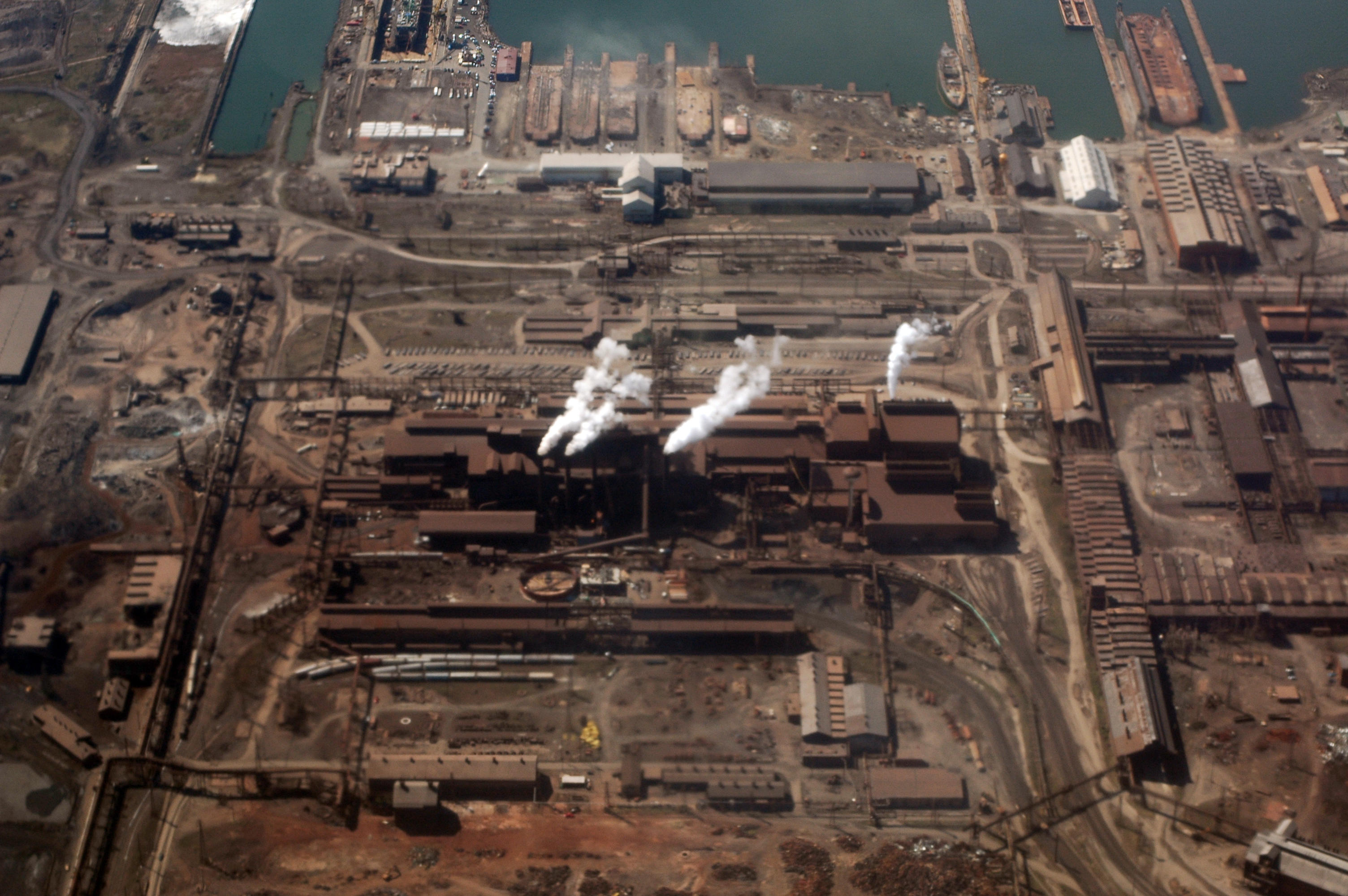
Astilleros de Sparrows Point, Maryland
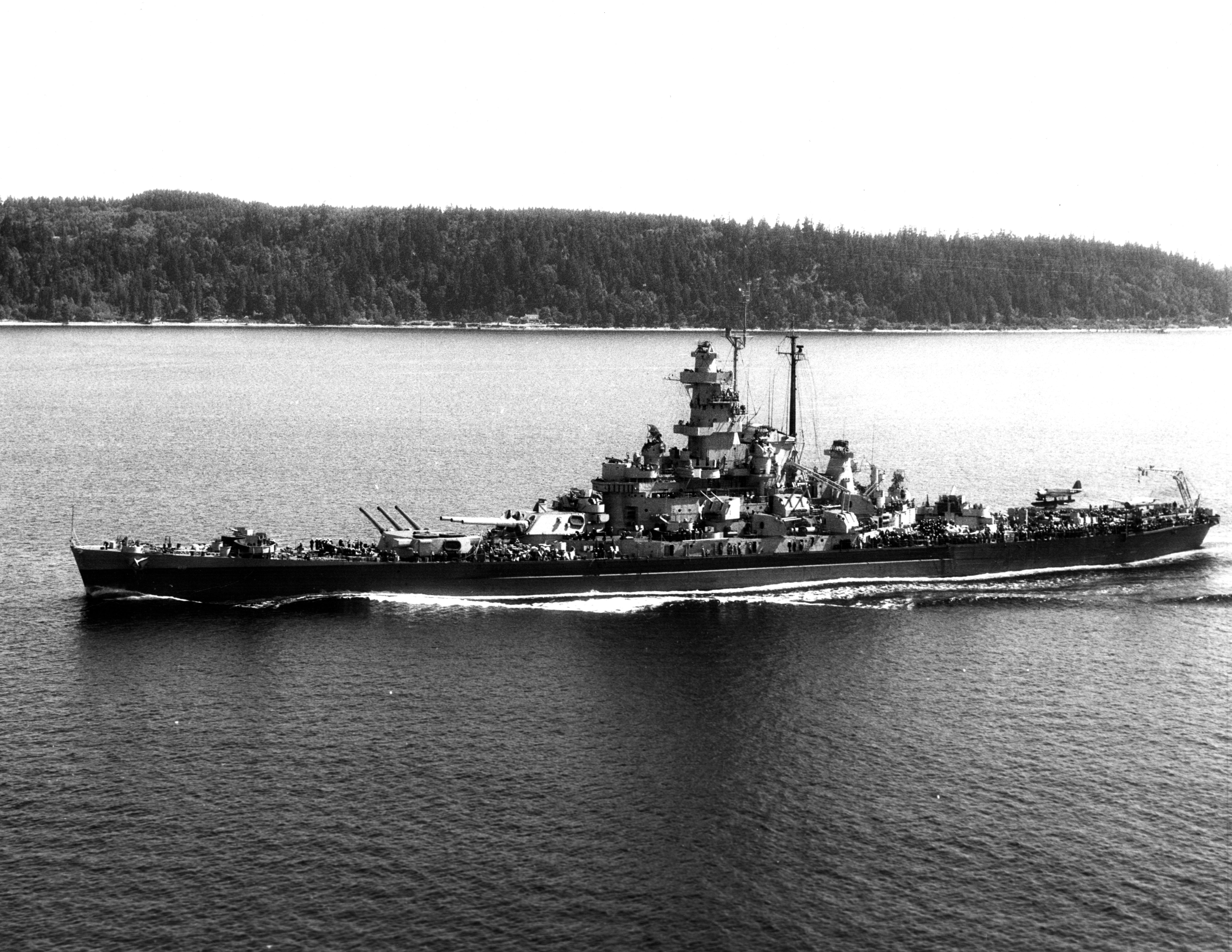
El USS Massachusetts (BB-59) en 1944, construido en los astilleros Fore River Shipyard
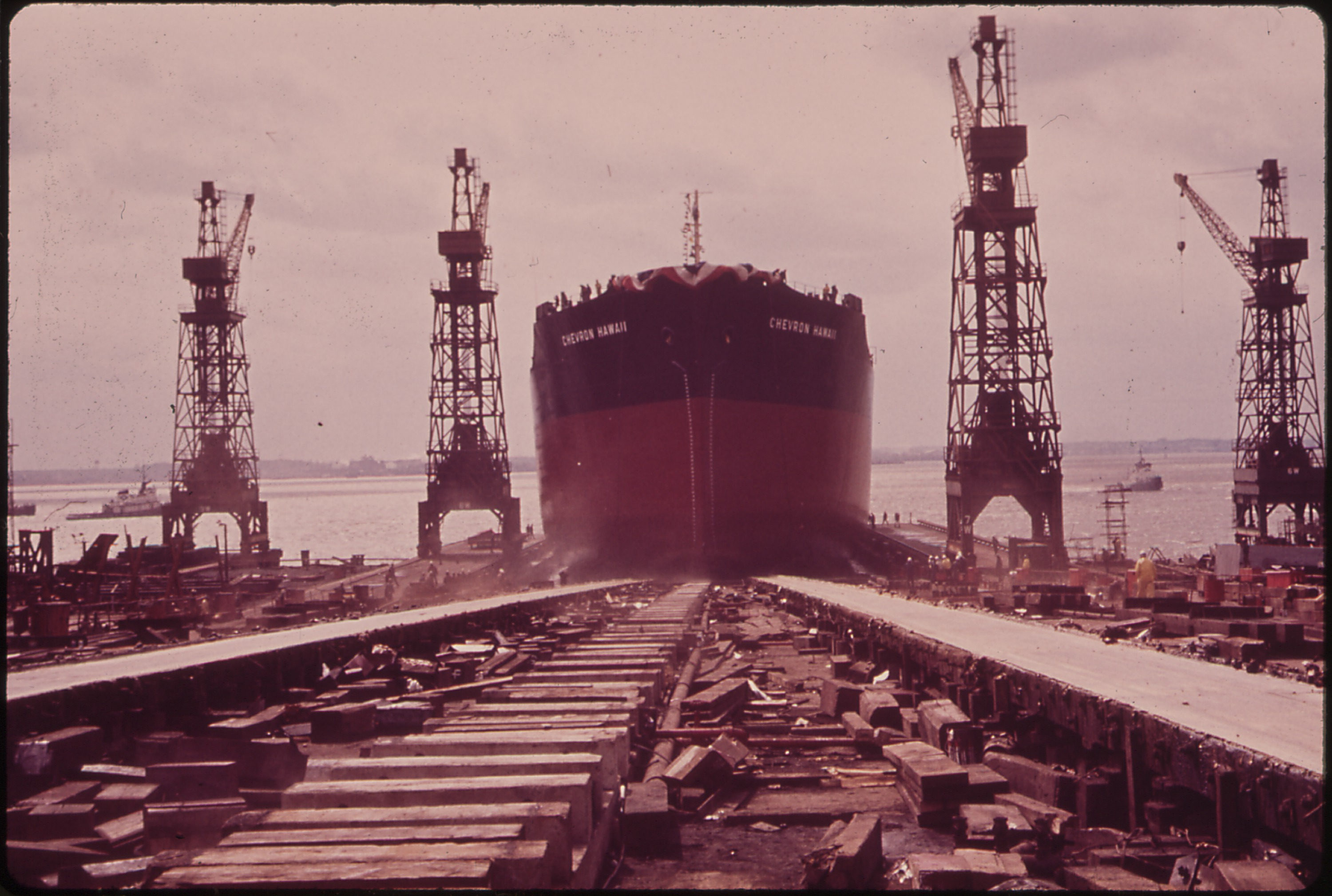
Botadura de un petrolero en los astilleros de Sparrows Point Shipyard en 1973
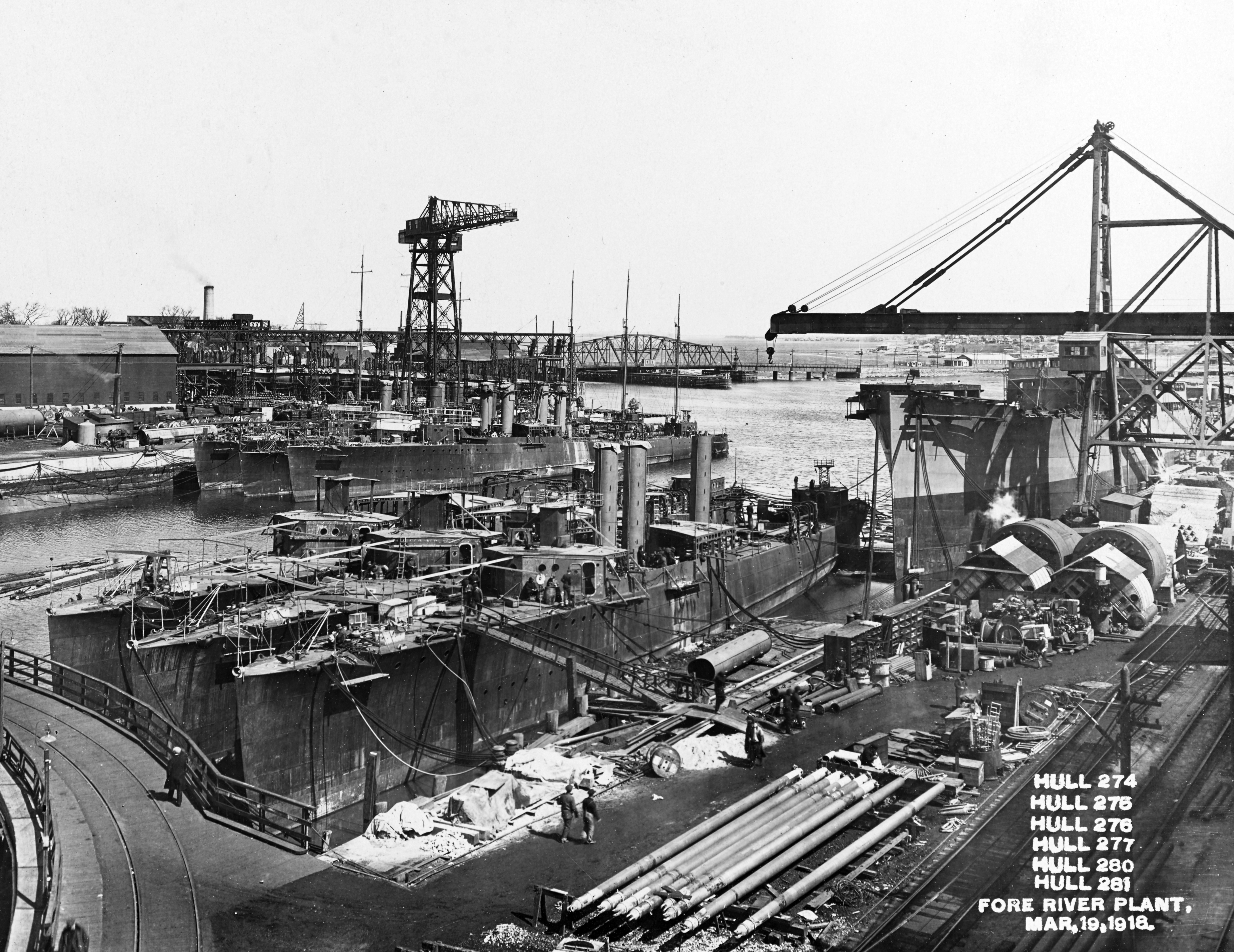
Astilleros de Fore River Shipyard, con el SS Katrina Luckenbach en 1918